# Klub Sportowy Jastrzębski Węgiel 2012-2013
Questa voce raccoglie le informazioni riguardanti il Klub Sportowy Jastrzębski Węgiel nelle competizioni ufficiali della stagione 2012-2013.

## Organigramma societario
Area direttiva
- Presidente: Zdzisław Grodecki

Area tecnica
- Allenatore: Lorenzo Bernardi

## Rosa
| N° | Nome                  | Ruolo | Data di nascita  | Nazionalità sportiva |
| -- | --------------------- | ----- | ---------------- | -------------------- |
| 1  | Michał Łasko          | S/O   | 11 marzo 1981    | Italia               |
| 2  | Krzysztof Gierczyński | S     | 23 gennaio 1976  | Polonia              |
| 3  | Jakub Popiwczak       | L     | 17 aprile 1996   | Polonia              |
| 5  | Tiago Violas          | P     | 27 marzo 1989    | Portogallo           |
| 6  | Mateusz Malinowski    | S/O   | 6 maggio 1992    | Polonia              |
| 7  | Matteo Martino        | S     | 28 gennaio 1987  | Italia               |
| 8  | Łukasz Polański       | C     | 29 gennaio 1989  | Polonia              |
| 9  | Patryk Czarnowski     | C     | 1º novembre 1985 | Polonia              |
| 10 | Simon Tischer         | P     | 24 aprile 1982   | Germania             |
| 12 | Russell Holmes        | C     | 1º luglio 1982   | Stati Uniti          |
| 13 | Michał Kubiak         | S     | 23 febbraio 1988 | Polonia              |
| 16 | Radosław Zbierski     | S     | 14 marzo 1988    | Polonia              |
| 17 | Johannes Bontje       | C     | 12 maggio 1981   | Paesi Bassi          |
| 18 | Damian Wojtaszek      | L     | 7 settembre 1988 | Polonia              |